# 2009 în jocuri video
Acest articol prezintă evenimente importante legate de jocuri video din anul 2009. Vezi și istoria jocurilor video.

## Evenimente
În 2008 au apărut mai multe sequel-uri și prequel-uri în jocurile video, cum ar fi Assassin's Creed II, Call of Duty: Modern Warfare 2, F.E.A.R. 2: Project Origin, Warhammer 40,000: Dawn of War II, Resident Evil 5, împreună cu titluri noi precum  Batman: Arkham Asylum, Bayonetta, Borderlands, Demon's Souls, Dragon Age: Origins, Infamous, Just Dance, Minecraft sau Prototype.
Cel mai bine vândut joc video al anului a fost Wii Sports din 2006 pentru Wii, urmat de Wii Sports Resort și Call of Duty: Modern Warfare 2.